# Phorbas caespitosus
Phorbas caespitosus är en svampdjursart som först beskrevs av Carter 1885.  Phorbas caespitosus ingår i släktet Phorbas och familjen Hymedesmiidae. Inga underarter finns listade i Catalogue of Life.